# Pappachen Pradeep
Pappachen Pradeep (Moolamattom, India; 28 de abril de 1983) es un exfutbolista de la India que jugaba en las posiciones de centrocampista y delantero.

## Carrera

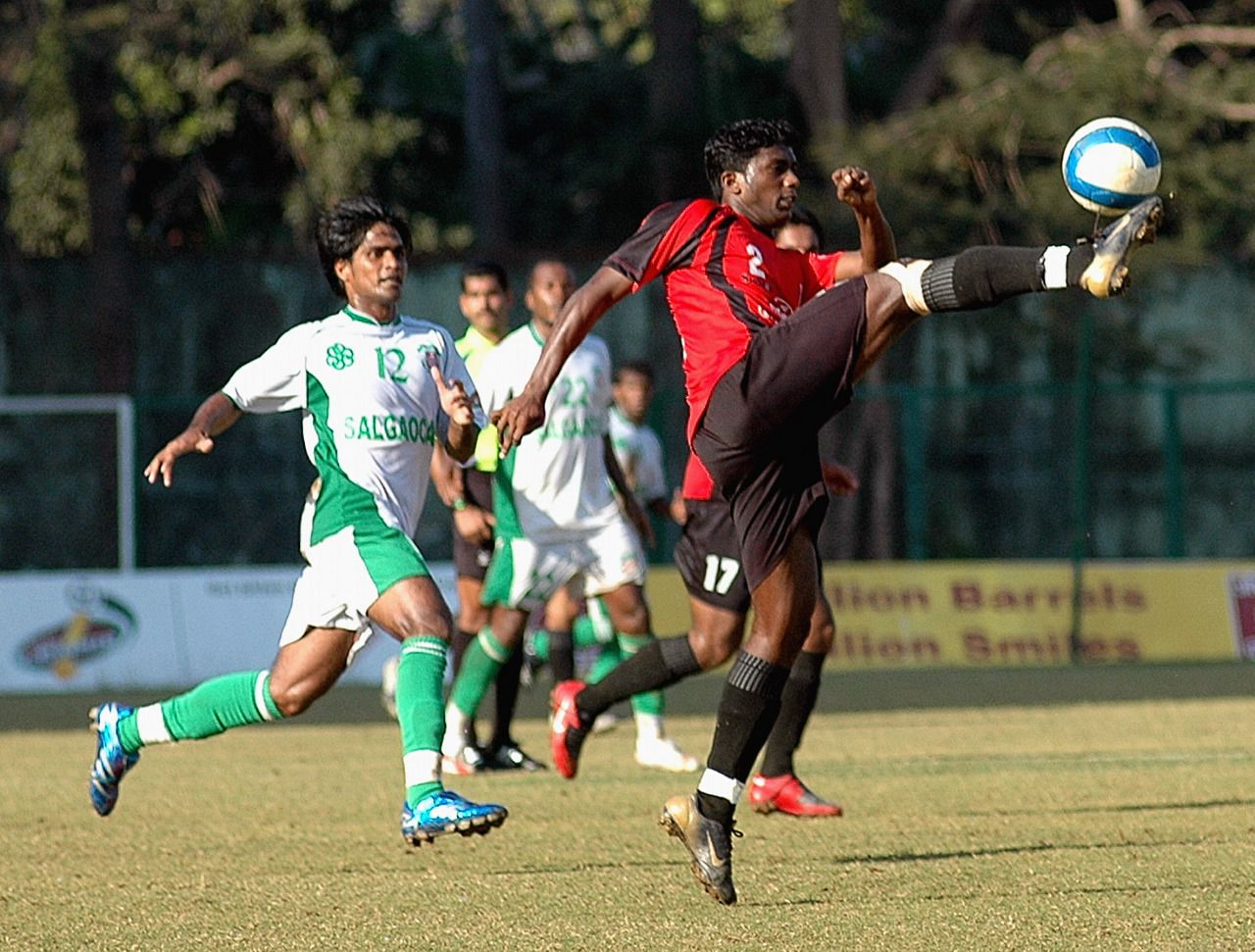
Pradeep (de rojo) en un partido de la I-League del Salgaocar y Mahindra United.

### Club
| Periodo   | Club                     |
| --------- | ------------------------ |
| 2002-2006 | SBI Kerala FC            |
| 2006-2010 | Mahindra United          |
| 2010-2011 | Viva Kerala FC           |
| 2011-2012 | Mohun Bagan AC           |
| 2012-2013 | Mumbai Tigers            |
| 2013-2016 | Mumbai FC                |
| 2014      | → Chennaiyin FC (cedido) |

### Selección nacional
Jugó para India en 42 ocasiones de 2005 a 2011 y anotó nueve goles; ganó dos veces la Copa Nehru, la Copa Desafío de la AFC 2008 y la Copa Dorada de la SAFF 2005; además de participar en los Juegos Asiáticos de 2006 y la Copa Asiática 2011.

## Logros
- AFC Challenge Cup: 2008
- SAFF Championship: 2005
- Copa Nehru: 2007,[2][3] 2009[4]

## Estadísticas

### Goles con selección nacional
| Gol | Fecha      | Sede                                  | Rival        | Marcador | Resultado | Torneo                                   |
| --- | ---------- | ------------------------------------- | ------------ | -------- | --------- | ---------------------------------------- |
| 1   | 15-11-2006 | Ali Mohsen Stadium, Saná, Yemen       | Yemen        | 1–0      | 1–2       | Clasificación para la Copa Asiática 2007 |
| 2   | 17-8-2007  | Ambedkar Stadium, Delhi, India        | Camboya      | 1–0      | 6–0       | Copa Nehru 2007                          |
| 3   | 29-8-2007  | Ambedkar Stadium, Delhi, India        | Siria        | 1–0      | 1–0       | Copa Nehru 2007                          |
| 4   | 24-5-2008  | Fatorda Stadium, Goa, India           | China Taipéi | 1–0      | 3–0       | Amistoso                                 |
| 5   | 27-5-2008  | Nehru Stadium, Chennai, India         | China Taipéi | 1–1      | 2–2       | Amistoso                                 |
| 6   | 27-5-2008  | Nehru Stadium, Chennai, India         | China Taipéi | 2–2      | 2–2       | Amistoso                                 |
| 7   | 3-6-2008   | Rasmee Dhandu Stadium, Malé, Maldivas | Nepal        | 1–0      | 4–0       | Copa Dorada de la SAFF 2008              |
| 8   | 5-6-2008   | Rasmee Dhandu Stadium, Malé, Maldivas | Pakistán     | 1–0      | 2–1       | Copa Dorada de la SAFF 2008              |
| 9   | 8-9-2010   | Ambedkar Stadium, Delhi, India        | Tailandia    | 1–1      | 1–2       | Amistoso                                 |